# Protesty w Islandii (2016)
Protesty w Islandii w 2016 r. wybuchły po opublikowaniu informacji związanych z aferą finansową, w którą zamieszani byli premier Islandii Sigmundur Davíð Gunnlaugsson wraz ze swoją żoną Anną Sigurlaug Pálsdóttir, ministrem finansów Bjarnim Benediktssonem oraz ministrem spraw zagranicznych Ólöfem Nordalem. W ich wyniku do dymisji podał się ówczesny rząd Islandii.  

## Tło

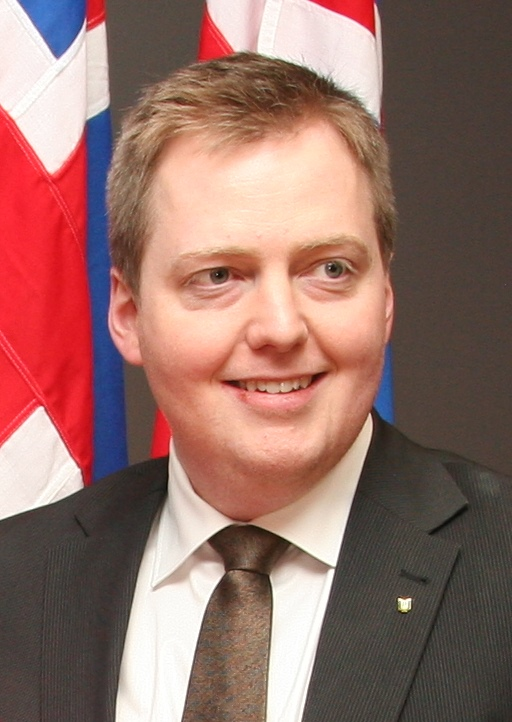
Sigmundur Davíð Gunnlaugsson

W 2007 r. Sigmundur Davíð Gunnlaugsson oraz jego żona Anna Sigurlaug Pálsdóttir założyli przedsiębiorstwo Wintris Inc. zarejestrowane na Brytyjskich Wyspach Dziewiczych. W styczniu 2009 r. Gunnlaugsson został wybrany na przewodniczącego Partii Postępu, a w wyborach parlamentarnych w 2009 r. stał się członkiem Althingu. W ostatnim dniu 2009 r. Gunnlaugsson sprzedał swoją część udziałów w Wintris Inc. na rzecz swojej żony za kwotę 1 USD. Kolejnego dnia w życie weszła ustawa, która kwalifikowałaby własność Gunnlaugssona jako konflikt interesów. W wyniku kryzysu finansowego spółka Wintris Inc. wygenerowała duże straty. 
Po wyborach parlamentarnych w 2013 r. Partia Progresywna wraz z Partią Niepodległości utworzyły koalicję rządzącą, a Sigmundur Davíð Gunnlaugsson został wybrany premierem Islandii, natomiast przewodniczący Partii Niepodległości Bjarni Benediktsson został ministrem finansów. Jedną z obietnic Gunnlaugssona była walka z zagranicznym zadłużeniem islandzkich banków. Rząd zobowiązał się do walki z zadłużeniem u zagranicznych wierzycieli. 
W marcu 2016 r. ujawniono, że żona premiera była właścicielką Wintris Inc., który był wierzycielem trzech islandzkich banków, które ogłosiły upadłość – Landsbanki, Kaupthing Bank oraz Glitnir. Jej firma zażądała łącznie 515 mln ISK. Po podaniu tych informacji pojawiły się pierwsze głosy w parlamencie, m.in. głoszone przez Svandís Svavarsdóttir, że rząd powinien podać się do dymisji i powinny odbyć się przyspieszone wybory parlamentarne. 
3 kwietnia 2016 r. wyciekły dokumenty dotyczące nadużyć podatkowych związanych z offshoringiem usług, tzw. Panama Papers. Znalazły się w nich informacje, iż w aferę zamieszani byli także premier Islandii Sigmundur Davíð Gunnlaugsson, a także ówcześni ministrowie finansów Bjarni Benediktsson i spraw wewnętrznych Ólöf Nordal.

## Przebieg
Po wycieku informacji z Panama Papers, ludzie zaczęli organizować na Facebooku manifestację na dzień następny. W proteście planowało wziąć udział 10 tys. osób. 4 kwietnia w południe Sigmundur Davíð Gunnlaugsson przeprosił na antenie telewizji za zaistniałą sytuację, oświadczył jednak, że nie poda się do dymisji. Protest rozpoczął się o godzinie 17:00 w parku Austurvöllur w pobliżu Althingu. Zaraz na początku doszło do aresztowania jednej osoby za rzucanie przedmiotami w kierunku budynku. Liczebność zgromadzenia, według różnych źródeł, szacuje się na 9 do 23 tysięcy osób i jest to największe zgromadzenie publiczne w historii Islandii. W związku z protestami odwołano planowaną na 5 kwietnia sesję parlamentu.
5 kwietnia rano Gunnlaugsson poinformował za pomocą Facebooka o zamiarze rozwiązania parlamentu i przeprowadzeniu przedterminowych wyborów. Spotkał się z prezydentem Islandii Ólafurem Ragnarem Grímssonem. Prezydent jednak nie zgodził się na żądania premiera, argumentując, iż nie skonsultował on swojej decyzji z Bjarnim Benediktssonem. Ponadto Grímsson zaapelował, by „nie wciągać go w rozgrywki międzypartyjne”. 
Tego samego dnia po południu na zgromadzeniu Partii Postępu Gunnlaugsson złożył oficjalną dymisję ze stanowiska premiera, a jako jego następcę wyłoniono ministra rybołówstwa i rolnictwa Sigurðura Ingiego Jóhannssona. Tego samego dnia również odbyły się protesty, lecz już na mniejszą skalę. Koło godziny 18:30 protestujący przenieśli się pod budynek siedziby Partii Postępu, gdzie nawoływali do dymisji całego rządu i przyspieszonych wyborów parlamentarnych. 

## Zakończenie protestów i skutki
7 kwietnia powołano nowy rząd z Sigurðurem Ingim Jóhannssonem na czele. Na stanowisko ministra rybołówstwa i rolnictwa powołano Gunnara Bragiego Sveinssona, byłego ministra spraw wewnętrznych. Jego zastąpiła natomiast Lilja Dögg Alfreðsdóttir. Kolejnego dnia miało miejsce pierwsze posiedzenie Althingu, w trakcie którego głosowano nad wotum nieufności zgłoszonym przez opozycję dla nowego rządu oraz propozycji ogłoszenia przedterminowych wyborów parlamentarnych. Oba projekty jednak nie zostały przegłosowane – wotum nieufności odrzucono stosunkiem 38:25, a przedwczesne wybory – 37:26. Protesty były jeszcze kontynuowane 9 kwietnia, a ich liczebność oszacowano na 14 tysięcy.